# Uniform Probate Code
Der Uniform Probate Code ist ein Vorschlag für ein einheitliches Erbrecht der Vereinigten Staaten, der 1969 von der National Conference of Commissioners on Uniform State Laws und den Delegierten der American Bar Association verabschiedet wurde. Er wurde bislang von 16 US-Bundesstaaten ratifiziert. Andere Bundesstaaten haben den UPC teilweise in ihre Gesetzgebung übernommen.

## Erbgang ohne Vorliegen eines Testaments
Der Abschnitt 2 regelt den Nachlass, wenn kein Testament vorhanden ist:
- Pflichtteile für den überlebenden Ehegatten.
- Bei Fehlen von Nachkommen erben die Elternteile (bzw. deren Nachkommen, falls diese vorverstorben sind), beziehungsweise die Großelternteile (bzw. deren Nachkommen, falls diese schon verstorben sind). Der UPC hat die frühere Praxis, Urgroßeltern bzw. deren Nachkommen als Erben zu bezeichnen, abgeschafft.
- An die Stelle eines vorverstorbenen Kindes treten deren Kinder, und zwar zu gleichen Anteilen. Sind mehrere oder alle Kinder des Erblassers vorverstorben, erben alle Kinder aller Vorverstorbenen zu gleichen Anteilen.
- Ein zum Todeszeitpunkt des Erblassers ungeborener Mensch ist wie ein Kind erbberechtigt, falls er 120 Stunden nach der Geburt überlebt. Ein geborenes Kind, welches die ersten 120 Stunden nicht überlebt, gilt als vorverstorben.
- Hat ein Hinterbliebener beim Erblasser Schulden, so wird dies nur mit seinem eigenen Erbanspruch verrechnet, nicht jedoch mit dem gesamten Erbe. Stirbt jedoch der Schuldner vor dem Gläubiger, werden die Schulden nicht berücksichtigt, sofern es die Erbansprüche der Nachkommen des Schuldners betrifft.

## Bundesstaaten mit vollständiger Übernahme des UPC
Alaska, Arizona, Colorado, Florida, Hawaii, Idaho, Maine, Michigan, Minnesota, Montana, Nebraska, New Mexico, North Dakota, South Carolina, South Dakota und Utah.